# Паломбаре (Анкона)
Паломбаре је насеље у Италији у округу Анкона, региону Марке.
Према процени из 2011. у насељу је живело 77 становника. Насеље се налази на надморској висини од 375 м.